# Rezerwat przyrody Toczna
Rezerwat przyrody Toczna – wodny rezerwat przyrody położony na terenie gminy Korczew w powiecie siedleckim (województwo mazowieckie), obejmujący dolny odcinek rzeki Toczna przy ujściu do Bugu.
Obszar chroniony został utworzony 24 listopada 2022 r. jako 170. rezerwat przyrody w województwie na podstawie Zarządzenia Regionalnego Dyrektora Ochrony Środowiska w Warszawie z dnia 7 listopada 2022 r. w sprawie ustanowienia rezerwatu przyrody „Toczna” (Dz. Urz. Woj. Maz. z 2022 r., poz. 11533).

## Położenie
Rezerwat ma 6,1082 ha powierzchni, otoczony jest otuliną o powierzchni 39,1548 ha. Leży na granicy dwóch parków krajobrazowych Nadbużańskiego Parku Krajobrazowego i Parku Krajobrazowego Podlaski Przełom Bugu, zachodzi na pierwszy z nich. W całości znajduje się w granicach specjalnego obszaru ochrony siedlisk Natura 2000 Ostoja Nadbużańska PLH140011 oraz obszaru specjalnej ochrony ptaków Dolina Dolnego Bugu PLB14000, a także częściowo w obrębie obszaru chronionego krajobrazu „Dolina Bugu”.
Obszar chroniony zajmuje końcowy, niespełna czterokilometrowy odcinek rzeki Toczna, mającej w tym fragmencie nieuregulowany przebieg (pozostała część została skanalizowana, co negatywnie wpłynęło na populację ryb i ptaków). Najbliższa okolica w postaci użytków zielonych i rolnych znalazła się w granicach otuliny. Rezerwat sąsiaduje bezpośrednio z miejscowością Drażniew – od wysokości nieczynnego młyna do ujścia Tocznej do Bugu. Część rezerwatu sięga granicy województwa mazowieckiego z podlaskim, obejmuje on głównie grunty Skarbu Państwa i częściowo gminy Korczew.

## Charakterystyka
Celem ochrony w rezerwacie przyrody jest „zachowanie ujściowego odcinka rzeki Tocznej, będącego ważnym na Mazowszu miejscem występowania i rozrodu chronionych gatunków ryb”. Typ rezerwatu ze względu na dominujący przedmiot ochrony został określony jako faunistyczny, a podtyp – jako ryb (jest to pierwszy rezerwat ichtiologiczny w województwie). Natomiast ze względu na główny typ ekosystemu typ określono go jako wodny, a podtyp – jako rzek i ich dolin, potoków i źródeł.
Utrzymaniu walorów ichtiologicznych sprzyja zwłaszcza piaszczysto-żwirowe dno i warstwa grubego rumoszu drzewnego zalegającego w korycie rzeki, a także dobra jakość i natlenienie wód. Na obszarze rezerwatu odnotowano występowanie 21 gatunków ichtiofauny, w tym 8 objętych ochroną gatunkową. Należą do nich m.in. koza pospolita, śliz pospolity, różanka pospolita, piskorz oraz głowacz białopłetwy. Obszar ten stanowi ponadto tarlisko dla innych gatunków ryb zasiedlających Bug, takich jak kleń, jaź, świnka pospolita i jelec pospolity. Występują tu również minogi: strumieniowy, ukraiński i rzeczny.
Według stanu na grudzień 2022 rezerwat nie posiada obowiązującego planu ochrony ani zadań ochronnych.